# Chiesa cattolica in Portogallo

Mappa delle province ecclesiastiche del Portogallo.

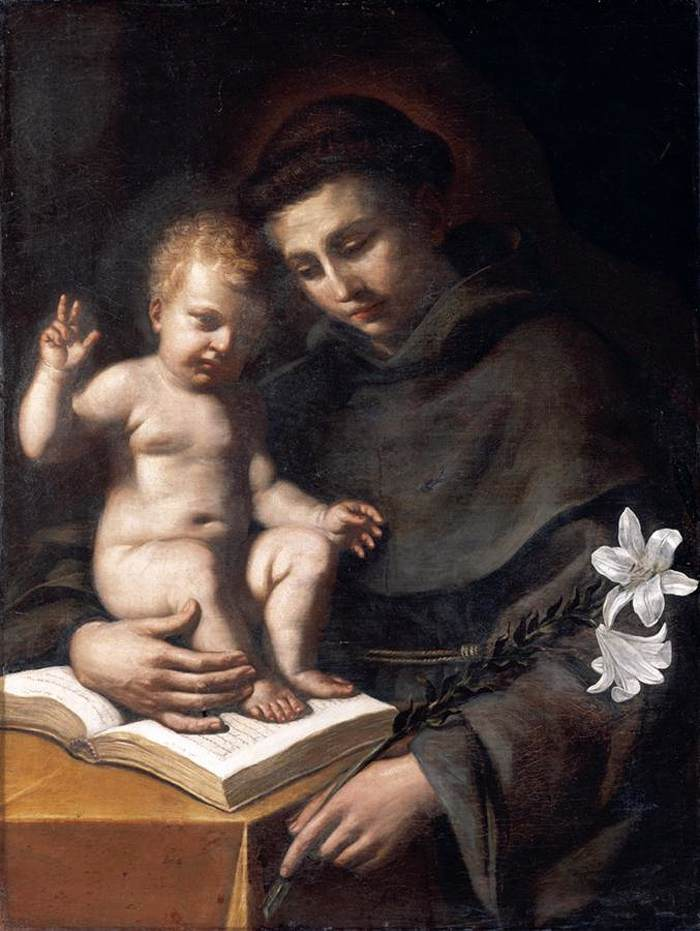
Sant'Antonio di Padova, noto in Portogallo come António de Lisboa, patrono del Paese, assieme all'Immacolata Concezione.

La Chiesa cattolica in Portogallo è parte della Chiesa cattolica in comunione con il vescovo di Roma, il papa.

## Storia
La cristianizzazione della Lusitania, nel territorio dell'odierno Portogallo, risale ai primi secoli dell'era volgare. 
La conquista islamica della penisola iberica segna una cesura nella storia della Chiesa in Portogallo. Nonostante la sopravvivenza di comunità cristiane mozarabe nei territori occupati, molte diocesi rimasero vacanti per secoli, venendo gradualmente riorganizzate nel corso del IX-X secolo e definitivamente con la Reconquista. 
La formalizzazione dei rapporti tra la Santa Sede e il Portogallo quale entità statale autonoma si ebbe solamente nel 1179, quando, con la bolla Manifestis Probatum, Papa Alessandro III riconobbe Alfonso I del Portogallo, acclamato re già nel 1139 dopo la battaglia di Ourique e riconosciuto come sovrano indipendente dal regno di Castiglia e León con il trattato di Zamora del 1143, quale primo sovrano del regno del Portogallo.
Nel corso del medioevo la Santa Sede mantiene rapporti non sempre privi di tensioni con la monarchia portoghese: i re Alfonso II del Portogallo, Sancho II del Portogallo e Alfonso III del Portogallo vengono soggetti a scomunica per interferenze nelle attività e limitazioni dei privilegi della Chiesa cattolica nel regno. Solamente nel 1289, con la stipula della Concordata dos 40 artigos tra Papa Niccolò IV e Dionigi del Portogallo, vennero rimosse la scomunica sul monarca e l'interdetto sul regno.
La bolle Dum Diversas (1452); Romanus Pontifex (1454); Inter Caetera (1493); Dum fidei constantiam e Emmanueli Regi Portugalliae illustri (1514), vedono il riconoscimento da parte della Santa Sede di vari privilegi ai sovrani del Portogallo nel contesto dell'ascesa del Portogallo quale grande potenza coloniale. In particolare le ultime due bolle sanciscono il padroado, delegando alla monarchia portoghese l'esclusività dell'organizzazione e del finanziamento delle attività della Chiesa cattolica nei possedimenti portoghesi d'oltremare.
Nei primi anni del XVI secolo la Nunziatura di Lisbona si consolida come istituzione avente carattere permanente; il primo nunzio apostolico può essere riconosciuto in Antonio Pucci, in carica tra il 1514 ed il 1515.
Nel 1531 Papa Clemente VII autorizzava l'istituzione dell'Inquisizione portoghese, acconsentendo alle richieste di Giovanni III del Portogallo. Il re, che negli anni precedenti aveva mantenuto un atteggiamento di relativa tolleranza nei confronti dei cristãos-novos, mutò atteggiamento in seguito agli eventi del terremoto di Lisbona del 1531 e all'influenza a corte di Alfonso Manrique de Lara. La fazione contraria all'istituzione dell'Inquisizione, alla quale faceva parte Miguel da Silva, si oppose inizialmente con successo ai propositi del re, facendo valere motivazioni di natura economica. L'istituzione dell'Inquisizione venne sospesa nel 1532. Solamente nel 1536, con la bolla Cum ad nihil magis, Papa Paolo III dispose infine l'organizzazione dell'Inquisizione nel regno. Nel 1537 i primi processi inquisitoriali ebbero luogo ad Évora e il 26 settembre 1540 aveva luogo a Lisbona il primo autodafé.
Nel 1580 il Portogallo perde la sua indipendenza ed entra a far parte dell'Unione iberica. Solamente nel 1640, in seguito alla guerra di restaurazione portoghese, riacquista la sua indipendenza sotto il Casato di Braganza. Tuttavia il Portogallo continuò ad essere riconosciuto come parte integrante dell'impero spagnolo e come "nazione ribelle", con conseguenze rilevanti anche sulle relazioni con la Santa Sede e sulla Chiesa cattolica in Portogallo. Durante circa un ventennio le relazioni tra la Santa Sede vennero interrotte completamente, e le sedi episcopali rimasero vacanti in seguito alla morte dei loro titolari. Solamente nel 1669 si ebbe una normalizzazione dei rapporti tra Portogallo e Santa Sede, laddove Papa Clemente IX riconobbe con il breve Dilectum filium l'indipendenza del Portogallo, riconoscendo al monarca portoghese il diritto di eleggere vescovi ad presentationem nelle diocesi del regno e dei suoi possedimenti d'oltremare.
Tale riconoscimento tuttavia non determinò la completa normalizzazione dei rapporti tra regno del Portogallo e Santa Sede, con ovvie ripercussioni anche sulla Chiesa cattolica portoghese. Nel corso del regno di Giovanni V del Portogallo, se da un lato si ebbe un'intensificazione dei rapporti tra Santa Sede e Portogallo, tali rapporti furono improntati dalla volontà da parte del monarca di ottenere riconoscimenti e privilegi dal Papa al fine di affermare il suo prestigio dinastico. In quest'ottica si inquadrano l'elevazione dell'arcidiocesi di Lisbona a Patriarcato (1716) e la disputa tra il Papato e il re relativa al nunzio apostolico in Portogallo Vincenzo Bichi, che condusse ad una rottura delle relazioni diplomatiche tra Portogallo e Santa Sede e che si protrasse fino al 1730. Nel 1732 giunse a Lisbona il nuovo nunzio papale, Gaetano Cavalieri. Una nuova disputa, protrattasi sino al 1738 e risoltasi con l'elevazione al cardinalato di Tomás de Almeida, caratterizzò la sua nunziatura.  
La metà del XVIII secolo è caratterizzata, dopo una parentesi di tranquillità, da una seria crisi dei rapporti tra Chiesa cattolica e Stato in Portogallo, causata dalla politica repressiva del Marchese di Pombal diretta contro la Compagnia di Gesù, conseguentemente all'Affare Távora. In questo contesto si inseriscono l'espulsione del nunzio apostolico Filippo Acciaiuoli nel 1760 e la pubblica esecuzione di padre Gabriele Malagrida nel 1761. Tra il 1760 ed il 1770 le relazioni tra il regno e la Santa Sede rimasero interrotte.
Il 20 luglio 1778 venne stipulato il primo dei concordati tra Portogallo e Chiesa cattolica, sotto gli auspici di Papa Pio VI e Maria I del Portogallo. 
Il 31 marzo 1821 venne ufficialmente abolito, ad opera delle Cortes Gerais e Extraordinárias da Nação Portuguesa, sorte in seguito alla Rivoluzione liberale portoghese del 1820, il Tribunale del Sant'Uffizio in Portogallo, mediante approvazione di un disegno di legge redatto dal deputato Francisco Simões Margiochi.
Nel 1834, al termine delle Guerre Liberali, si ebbe la soppressione degli ordini religiosi in Portogallo, tramite decreto redatto da Joaquim António de Aguiar e firmato da Pietro I del Brasile. Tale evento determinò una nuova rottura delle relazioni con la Santa Sede, durata sino al 1841.
Il 21 ottobre 1848 venne stipulata una convenzione tra Papa Pio IX e Maria II del Portogallo, concernente tra le altre cose la Bula da Cruzada, l'alienazione dei beni ecclesiastici e il tribunale della Nunziatura. 
Il 21 febbraio del 1857 venne stipulato un trattato tra Papa Pio IX e Pietro V del Portogallo, concernente i limiti e l'estensione del padroado in Oriente. Simili tematiche affrontava il concordato del 23 giugno 1886, tra Papa Leone XIII e Luigi del Portogallo, che definiva la status delle diocesi dell'India portoghese. 
Nel 1910 si ebbe il rovesciamento della monarchia portoghese conseguentemente alla Rivoluzione del 5 ottobre 1910. Il nuovo regime, dominato dal Partito Repubblicano Portoghese, era caratterizzato da una forte componente anticlericale e secolare. Il 20 aprile 1911 si ebbe l'approvazione della fondamentale Lei da Separação do Estado das Igrejas (Legge di Separazione tra Stato e Chiesa) da parte del Governo provvisorio della Repubblica portoghese. La Santa Sede in risposta a tale evento interruppe le relazioni con la neonata Repubblica portoghese, che vennero ripristinate solamente nel 1918. Nel 1919 Papa Benedetto XV riconobbe infine la Repubblica portoghese.
Durante il periodo dell'Estado Novo si realizza una normalizzazione dei rapporti tra Stato portoghese e Chiesa cattolica, in virtù dell'importante Concordato del 1940. La proposta di una revisione dei rapporti tra Stato portoghese e Chiesa cattolica in seguito all'avvento dell'Estado Novo era stata originariamente proposta a Salazar da mons. Giovanni Beda Cardinale nel 1933. In quello stesso anno entrava in vigore una nuova costituzione, che confermava la separazione tra Stato e Chiesa. Tuttavia il regime, accentuando progressivamente il ruolo della Chiesa cattolica nella sfera pubblica e nell'educazione, gettava le basi di un accordo con la Santa Sede, i cui lavori preparatori iniziarono nel 1937. Il Concordato, stipulato il 7 maggio 1940 tra Papa Pio XII e il governo di António de Oliveira Salazar, venne ratificato dall'Assemblea Nazionale il 30 maggio 1940.
In seguito alla Rivoluzione dei garofani il Concordato del 1940 venne lievemente modificato eliminando le restrizioni al divorzio per coloro che si fossero sposati secondo i riti della Chiesa cattolica.
Il Concordato del 1940 venne aggiornato nel 2004 con un nuovo accordo firmato da José Manuel Durão Barroso e Angelo Sodano.

## Statistiche e organizzazione
Al 31 dicembre 2021 la Chiesa cattolica portoghese aveva 3.267 preti e 562 seminaristi. La sede primaziale del Portogallo è l'arcidiocesi di Braga. Tutto il paese adotta il rito romano, tranne l'arcidiocesi di Braga, in cui è in uso anche il rito di Braga.
In Portogallo vi sono 3 province ecclesiastiche e 21 diocesi, con circa 9 milioni di battezzati.
- Patriarcato di Lisbona con le suffraganee:
  - diocesi di Angra
  - diocesi di Funchal
  - diocesi di Guarda
  - diocesi di Leiria-Fátima
  - diocesi di Portalegre-Castelo Branco
  - diocesi di Santarém
  - diocesi di Setúbal
- Arcidiocesi di Braga con le suffraganee:
  - diocesi di Aveiro
  - diocesi di Braganza-Miranda
  - diocesi di Coimbra
  - diocesi di Lamego
  - diocesi di Porto
  - diocesi di Viana do Castelo
  - diocesi di Vila Real
  - diocesi di Viseu
- Arcidiocesi di Évora con le suffraganee:
  - diocesi di Beja
  - diocesi di Faro
- Ordinariato militare

## Conferenza episcopale
Elenco dei presidenti della Conferenza episcopale portoghese:
- Cardinale Manuel Gonçalves Cerejeira (1958 - 1972)
- Vescovo Manuel d'Almeida Trindade (1972 - 1975)
- Cardinale António Ribeiro (1975 - 1981)
- Vescovo Manuel d'Almeida Trindade (1981 - 1987)
- Cardinale António Ribeiro (1987 - 1993)
- Vescovo João Alves (1993 - 1999)
- Cardinale José da Cruz Policarpo (13 aprile 1999 - 4 aprile 2005)
- Arcivescovo Jorge Ferreira da Costa Ortiga (4 aprile 2005 - 3 maggio 2011)
- Cardinale José da Cruz Policarpo (3 maggio 2011 - 18 maggio 2013)
- Cardinale Manuel José Macário do Nascimento Clemente (19 giugno 2013 - 16 giugno 2020)
- Vescovo José Ornelas Carvalho, S.C.I., dal 16 giugno 2020

Elenco dei vicepresidenti della Conferenza episcopale portoghese:
- Vescovo António Montes Moreira, O.F.M. (2005 - 2008)
- Vescovo António Augusto dos Santos Marto (2008 - 2011)
- Patriarca Manuel José Macário do Nascimento Clemente (2011 - 19 giugno 2013)
- Cardinale António Augusto dos Santos Marto (19 giugno 2013 - 16 giugno 2020)
- Vescovo Virgilio do Nascimento Antunes, dal 16 giugno 2020

Elenco dei segretari generali della Conferenza episcopale portoghese:
- Vescovo Carlos Alberto de Pinho Moreira Azevedo (2005 - 2008)
- Presbitero Manuel Morujão (2008 - 29 aprile 2010)
- Presbitero Manuel Joaquim Gomes Barbosa, S.C.I., dal 29 aprile 2014